# Stazione di Bernina Diavolezza
La stazione di Bernina Diavolezza è una stazione ferroviaria posta sulla ferrovia del Bernina, gestita dalla Ferrovia Retica. È posta nella località di Diavolezza e una funivia la collega con il rifugio posto a 2973 metri di altitudine.

## Storia
La stazione entrò in funzione il 1º luglio 1909 insieme alla tratta Bernina Bassa-Ospizio Bernina della linea del Bernina della Ferrovia Retica.